# Acridotheres albocinctus
Acridotheres albocinctus е вид птица от семейство Скорецови (Sturnidae). Видът е незастрашен от изчезване.

## Разпространение
Разпространен е в Китай, Индия и Мианмар.